# レーダーマルク
レーダーマルク (ドイツ語: Rödermark) は、ドイツ連邦共和国ヘッセン州オッフェンバッハ郡の市である。フランクフルト・アム・マインの南東、ダルムシュタットの北東にあたる北緯 50° の緯度線上に位置する。

## 地理

### 位置
本市は、マイン川下流域盆地に位置するわずかな丘陵部であるメッセラー丘陵の大部分を占める。高度はそれほど高くなく、最低地点はオーバー＝ローデン市区東部のローダウ川の河原で海抜約 130 m、最高地点はブーラウ地区の海抜約 200 m である。レーダーマルクは緑地帯に囲まれているが、それは主にローダウ川付近に見られる。ローダウ川は市域内を東西に横切っている。北部のブーラウ、メッセンハウゼン、ヴァルダッカーといった地区は主に居住地区であり、首邑のオーバー＝ローデンやウルベラハでは社会資本が完全に整備されている。最寄りのアウトバーンのインターチェンジまでは 10 km、フランクフルト空港へは約 25 km 離れている。レーダーマルクはライン＝マイン交通連盟のサービス地域内にあり、Sバーン S1号線の終着駅であり、RMV61号線（ドライアイヒ鉄道）の駅でもあるオーバー＝ローデン駅が便利な場所にある。
レーダーマルクは、フランクフルト・アム・マイン、ダルムシュタット、アシャッフェンブルクのちょうど中間点にあたる。

### 隣接する市町村
レーダーマルク市は、北はディーツェンバッハ、東はロートガウ（ともにオッフェンバッハ郡）、南はエッパーツハウゼンおよびメッセル（ともにダルムシュタット＝ディーブルク郡）、西はドライアイヒ（オッフェンバッハ郡）と境を接している。

### 市の構成
レーダーマルクは、メッセンハウゼン（796人）、オーバー＝ローデン（12,749人）、ウルベラハ（11,537人）、ヴァルダッカー（2,885人）、ブーラウの各市区からなる（人口は、2007年6月30日現在）。

## 歴史
レーダーマルクは1977年1月1日にそれまで独立した町村であったオーバー＝ローデンとウルベラハとが条令に基づいて合併し、成立した。合併前の両町村は、ともにディーブルク郡に属していたが、合併によって成立したレーダーマルクはオッフェンバッハ郡に属すこととなった。1980年8月20日にレーダーマルクに公式に都市権が与えられた。市の名前は、中世後期のマルク共同体名であったレーダーマルク (marca raodora) に由来する。

### オーバー＝ローデン
この市区にはかつて、女子修道院長アーバがロルシュ修道院の下位機関として786年に設立した女子修道院（Rotaha女子修道院）があったと推測されているが、これを裏付ける決定的な証拠は発見されていない。Rotaha の村落は、790年にロルシュ修道院への寄進状に初めて記録されている。翌791年4月22日にも Erlulf という名のフランク人貴族が、オーバー＝ローデン、ニーダー＝ローデン、ビーバーの所領をロルシュ修道院に寄進したという記録がある。
この町は、1957年にメッセンハウゼンを併合した。1821年にはすでに町長職については一体化されていたが、この年まで町役場は別個に存在していた。オーバー＝ローデンは、ヘッセン州の地域再編に伴って1977年にウルベラハと合併してレーダーマルクを形成した。

### ウルベラハ
ウルベラハは、オーバー＝ローデンの支教会として796年のロルシュ・コデックスに初めて言及されている。村落は、1275年に Orbruch として初めて記録されている。マインツ選帝侯は中世後期にウルベラハの高権を獲得し、この村はこれ以後マインツ選帝侯領のアムト・ディーブルクに属した。
人口は、1861年に 1,488人、1939年に 2,807人、1978年に 9,558人であった。ウルベラハは、1977年にヘッセン州の地域再編によって、隣接するオーバー＝ローデンと合併して新しい自治体レーダーマルクを形成した。

### メッセンハウゼン
この村は、1282年に初めて記録されている。メッセンハウゼンは、1821年にオーバー＝ローデンと町長職を統合したが、1957年までは独自の町役場を有しており、この年にオーバー＝ローデンと合併した。メッセンハウゼンの人口は、1829年には 80人、1978年には 605人であった。

### ヴァルダッカー
ヴァルダッカーは、1930年代に入植がなされ、1977年の地域再編によってレーダーマルクに属すこととなった。

## 宗教
レーダーマルクは、カトリックの町であった。しかし20世紀後半に多くのプロテスタント住民が移り住んだ。2013年現在、6つのキリスト教教会組織がある。
- カトリックの聖ナザレ教会オーバー＝ローデン
- プロテスタント教会オーバー＝ローデン
- カトリックの聖ガルス教会ウルベラハ
- プロテスタントのペテロ教会ウルベラハ
- 新使徒派教会レーダーマルク＝ウルベラハ
- 自由福音派教会レーダーマルク

レーダーマルクで最も古い教会堂は、メッセンハウゼン市区の入口にある聖三位一体礼拝堂（1820年建造）である。

## 行政

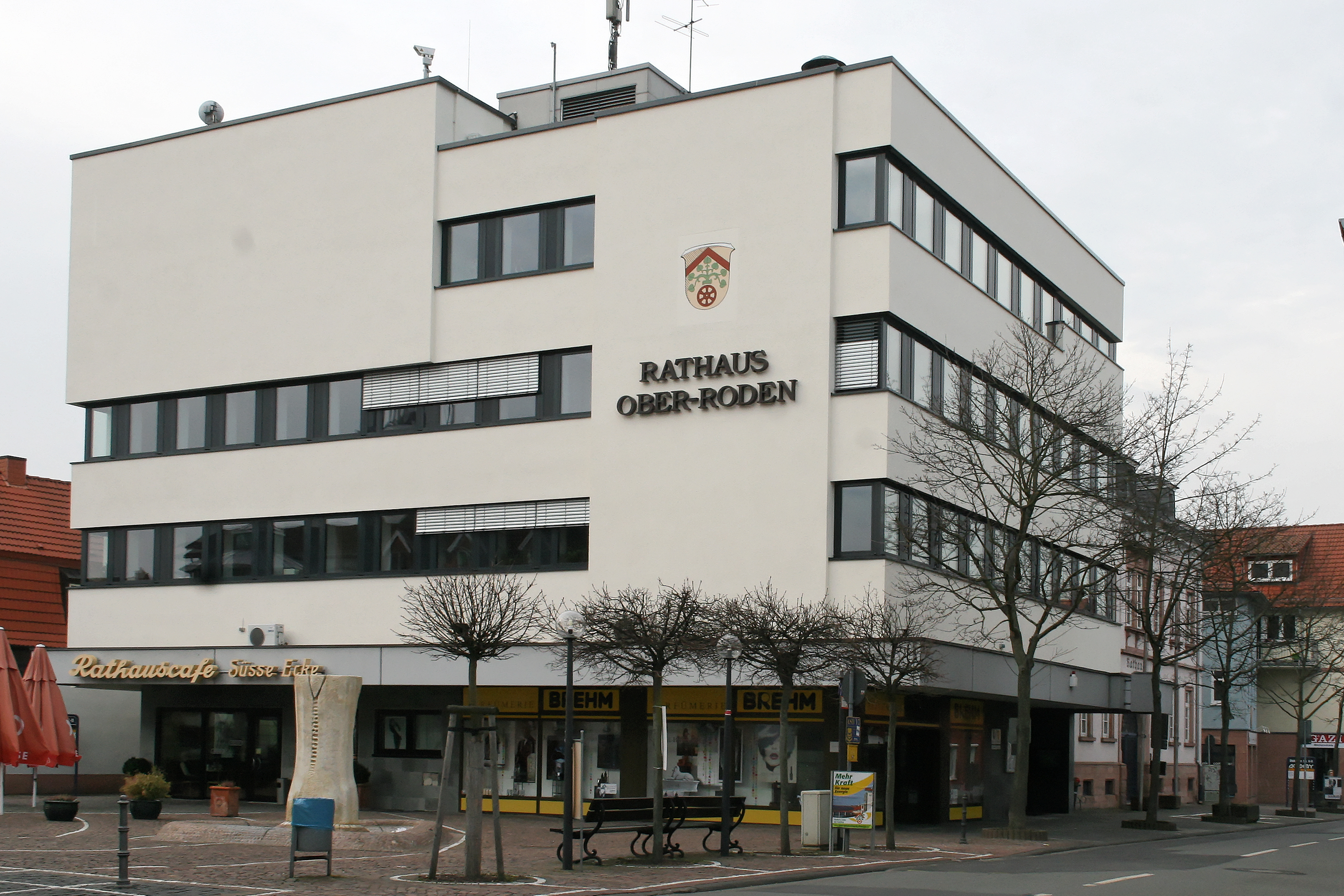
オーバー＝ローデンの市庁舎

### 議会
レーダーマルクは保守的な街であり、長年にわたりCDUが多数派を占めている。しかし2005年の首長選挙では、革新派のAndere Liste / Die Grünenに属すローラント・ケルンが当選し、2011年の選挙でも再選された。
市議会は、2010年に議席数を 45 から 39 に削減することを決め、2011年の選挙以降定数 39 となっている。

### 首長
合併した1977年以降の首長を列記する。
- 1977年 - 1982年　カール・マルティン・レーベル (CDU)
- 1982年 - 1993年　ヴァルター・ファウスト (CDU)
- 1993年 - 2005年　アルフォンス・マウラー (CDU)
- 2005年 - 2019年　ローラント・ケルン ( Andere Liste / Die Grünen)
- 2019年 - 　イェルク・ロッター (CDU)

### 姉妹都市
- レーダーマルク市
  -  Bodajk（ハンガリー、フェイェール県）1992年
- ウルブラハ市区
  -  テルメーノ・スッラ・ストラーダ・デル・ヴィーノ（イタリア、トレンティーノ＝アルト・アディジェ州）1975年
  - オーバー＝ローデン市区
  -  ザールフェルデン（オーストリア、ザルツブルク州）1976年

## 文化と見所

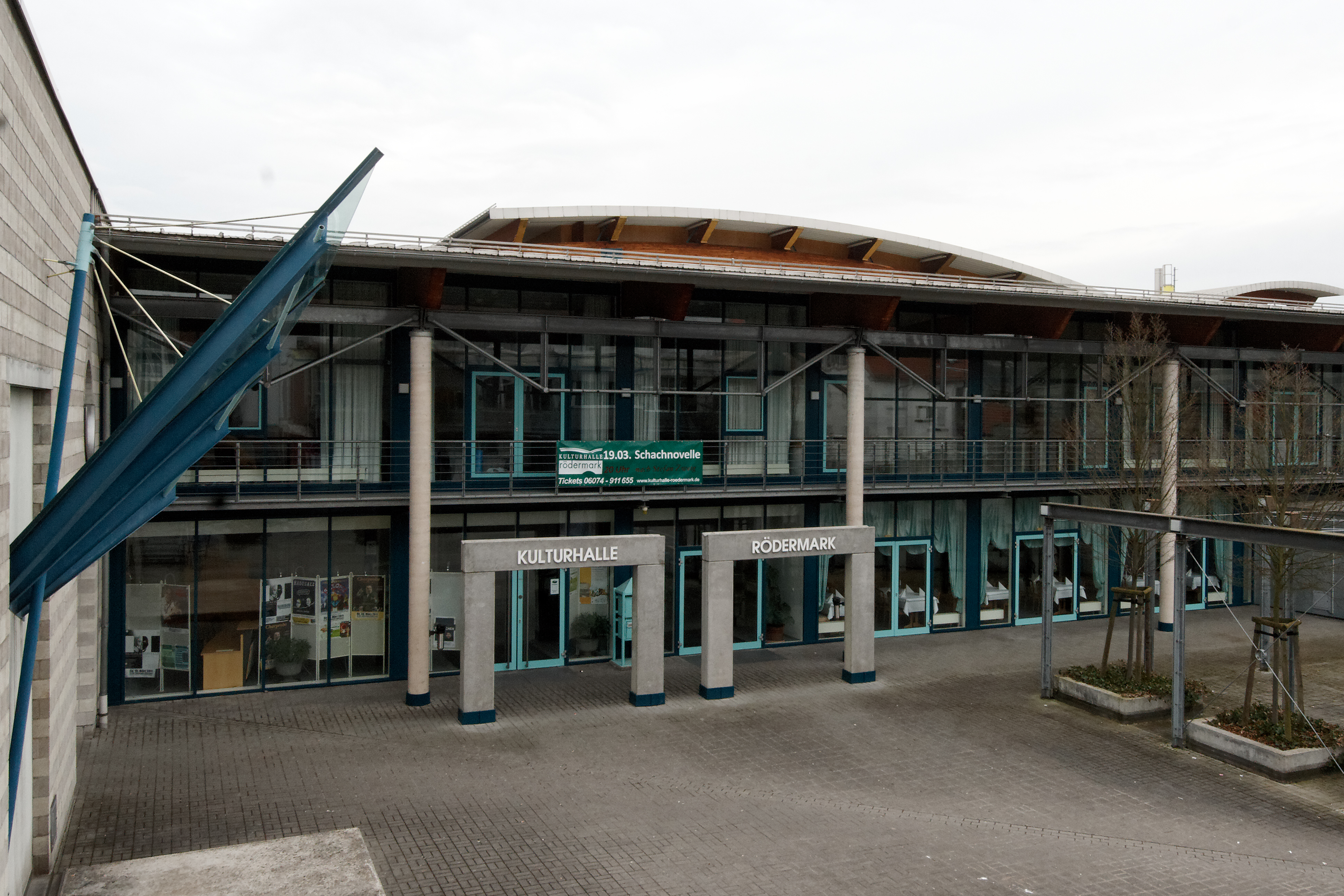
文化ホール

### 演劇
1995年に開館したオーバー＝ローデン市区の文化ホールは 720席で、演劇、コンサート、その他のイベントが開催されている。
俳優のフリーデリケ・ネーデルマンとオリヴァー・ネーデルマンは、ウルベラハ市区のテレフォンバウ・ウント・ノルマルツァイト社 (T&N) の経営者の旧邸宅を改造し、2004年から小劇場として運営している。

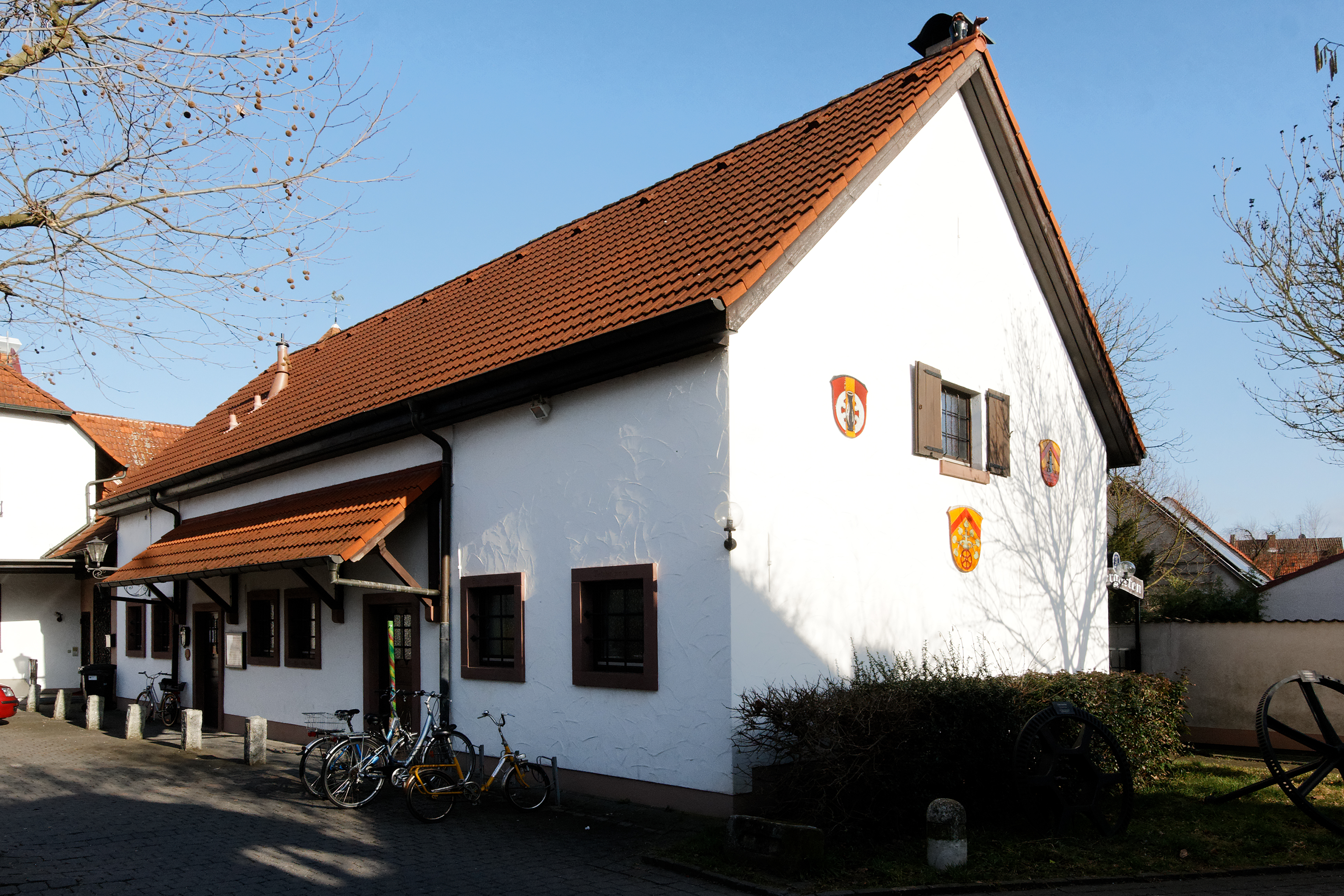
陶芸博物館

### 博物館
ウルベラハ市区の陶芸博物館は、郷土史と陶器工芸の伝統を展示している。1984年の完成時にはヘッセン州で唯一の陶芸博物館であった。レーダーマルク郷土歴史協会が無給でこの博物館を運営している。この博物館は月に1度（毎月第1日曜日）オープンする。博物館の陶芸工房では定期的に陶芸コースが開催されている。展示室内では、法律上の結婚式が行われる。
レギオナルパーク・ライン＝マインは、ウルベラハ郊外のブーラウの丘にステーションを有している。ここにはケルト人の葬列のフィギュアが展示されている。

### wumboR
芸術塑像 wumboR®は、2007年に市政30周年を記念してジルヴィア・バウマーとマンフレート・ブレーサーによって制作された。この名前は、5つの市区（ヴァルダッカー、ウルベラハ、メッセンハウゼン、ブーラウ、オーバー＝ローデン）の頭文字を続けたもので、最後のRはレーダーマルクの頭文字である。wumboR®は、毎年春に5つのすべての市区を通って開催される都市レースの名前にも採用されている。この他に市の周りを巡る周回自転車道の名前にもなっている。

### ディスコ
旧アイスシュポルトハレ・レーダーマルクは、ライン＝マイン地域で最初のアイススポーツホールであった。この建物は、1992年に巨大ディスコ・パラマウント・パークに改造された。これは3200 m2 の面積を持つドイツ最大の最も有名なディスコである。

## 経済と社会資本

### 交通
レーダーマルクは、連邦道 B45号線によって広域道路網と接続している。
オーバーローデン駅はローカル鉄道の乗換駅である。この駅で、SバーンS1号線（ロートガウ鉄道）とドライアイヒ鉄道が接続している。また、このオーバー＝ローデン駅には多くの地方バスが発着している。2012年8月6日から、メッセンハウゼンとオーバー＝ローデンあるいはウルベラハとを結ぶ2系統の市営バス路線が運行されている。
航空旅客は、フランクフルト空港やエーゲルスバッハ飛行場が利用可能である。

### 公共機関
イノベーションセンター・レーダーマルクAGは、企業家にアドバイスをし、レーダーマルク市の産業振興を担っている。
オーバー＝ローデン市区には消防基地（オッフェンバッハ郡中央消防基地）があり、近隣都市にも出動している。

### 教育
レーダーマルクには基礎課程学校がオーバー＝ローデンおよびウルベラハに2校と、ギムナジウム上級学年を含む統合型総合学校オスヴァルト＝フォン＝ネル＝ブロイニング＝シューレがある。
ライン＝マイン職業アカデミーは経済学や経済情報学の講義を行っている。
レーダーマルク音楽学校では、様々な年代の600人の学生が学んでいる。1992年に設立されたこの音楽学校は登録財団によって運営されている。
レーダーマルク市民大学は、オッフェンバッハ郡が運営する市民大学（本部はドライアイヒ）の分校である。事務所や教室の多くはオーバー＝ローデンにある。

### 企業
レーダーマルク市の経済は中規模企業によって支えられている。小売業や手工業者の他に大きな企業もいくつかある。
デジタルカメラ、写真レンズ、フラッシュ装置を製造する日本の企業シグマは、ドイツ支社をオーバー＝ローデンに置いている。
Ceotronics AG は、厳しい環境下においても音声や動画を送信する放送システムを開発、製造、販売している。この企業はレーダーマルクに本社を置いている。
ツェッペリン・ライメルト GmbH は、バック通りにある機械製造業者である。この会社は、1883年に C.G.カイザー＆ライメルトとしてライプツィヒで設立され、1959年からレーダーマルクにある。ドレスデン近郊のブルカウに本社を置いた時期もあった（1991年 - 2009年）。2009年にライメルトはフリードリヒスハーフェンのツェッペリン・グループの傘下に吸収された。
Videor E. Hartig GmbH は、プロ用のビデオ機器を販売している。この企業は1975年に設立された。140人の従業員で、2008/09年度には6300万ユーロの売り上げを上げている。Videor Art 財団は、実験的なメディア技術機器を収集し、2008年から展示を行っている。
MKU Chemie Mineraloel GmbH は、1956年から金属加工用オイルを生産している。この会社は、フランス、チェコ、中国に支店を有している。
Köhl GmbH は、オフィスチェアを製造している。この会社は1976年に設立された。1979年に工場を建設し、1985年、1991年、2007年にこれを拡張・改造した。Köhl は、まだ若い企業だった1980年にノルトライン＝ヴェストファーレン州の上級金融庁用に 17,865脚のオフィスチェア製造という大口注文を受注している。

## 人物

### ゆかりの人物
- ベルント・シュピーア（1944年 - ）ポップスシンガー。2005年までヴァルダッカーに住んだ。
- クリスティーナ・バッハ（1962年 - ）女性ポップスシンガー。1990年代にウルベラハに住んでいた。

## 引用
1. ↑  Hessisches Statistisches Landesamt: Bevölkerung in Hessen am 31.12.2023 (Landkreise, kreisfreie Städte und Gemeinden, Einwohnerzahlen auf Grundlage des Zensus 2011)]
2. ↑  Gesetz zur Neugliederung des Landkreises Offenbach vom 26. Juni 1974 In: GVBl.I 1974/22（2013年1月26日 閲覧）
3. ↑  2011年3月27日の市議会議員選挙結果
4. ↑  レーダーマルクの首長選挙結果
5. ↑  Kulturhalle Rödermark - ein Jahrhundertbauwerk オッフェンバッハポスト 1995年1月20日付け
6. ↑  THEATER & nedelmann（2013年1月26日 閲覧）
7. ↑  Stadt Rödermark: Töpfermuseum（2013年1月26日 閲覧）
8. ↑  Musikschule Rödermark（2013年1月26日 閲覧）
9. ↑  vhs Kreis Offenbach: Kurse in Rödermark（2013年1月26日 閲覧）
10. ↑  VIDEOR|Unternehmen（2013年1月26日 閲覧）
11. ↑  Welcome to MKU Chemie Group（英語サイト、2013年1月26日 閲覧）
12. ↑  KÖHL GmbH - Gechichte（2013年1月26日 閲覧）